# Stacy Clinesmith
Stacy Marie Clinesmith (22 aprile 1978) è un'ex cestista e allenatrice di pallacanestro statunitense, professionista nella WNBA.

## Carriera
È stata selezionata dalle Sacramento Monarchs al secondo giro del Draft WNBA 2000 (30ª scelta assoluta).

## Palmarès
- Miglior passatrice NWBL (2004)